# Wapen van Voorhout

Het wapen van Voorhout

Het wapen van Voorhout werd op 7 oktober 1819 bij besluit van de Hoge Raad van Adel aan de Zuid-Hollandse gemeente Voorhout bevestigd. Deze gemeente was in 1812 toegevoegd aan Sassenheim, waarvan het op 1 april 1817 weer werd afgesplitst. Op 1 januari 2006 is de gemeente samen met Sassenheim en Warmond opgegaan in de gemeente Teylingen, waardoor het wapen niet langer officieel gebruikt wordt. In het wapen van Teylingen zijn geen elementen uit het wapen van Voorhout opgenomen.

## Blazoenering
De blazoenering van het wapen van Voorhout luidt als volgt:
Van zilver, beladen met een blaauwen dwarsbalk en over het geheel met een rood St. Andrieskruis.
De heraldische kleuren in het wapen zijn zilver (wit), azuur (blauw) en keel (rood).

## Geschiedenis
Het wapen is gelijk aan dat van het geslacht Van Voorhout. Het wapen wordt als zodanig vermeld in het Manuscript Beelaerts van Blokland. R. Bakker geeft echter een heel ander wapen: negen zwarte ruiten, samen een Bourgondisch kruis vormend, op een gouden schild.